# Hermannia bicolor
Hermannia bicolor är en malvaväxtart som beskrevs av Moritz Kurt Dinter och Engl.. Hermannia bicolor ingår i släktet Hermannia och familjen malvaväxter. Inga underarter finns listade i Catalogue of Life.